# Lupus van Spoleto
Lupus was hertog van Spoleto van 745 tot 752.

## Context
Lupus werd hertog van Spoleto, tijdens de woelige periode na de dood van koning Liutprand van de Longobarden in 744 en de dood van zijn voorganger, de opstandige Thrasimund II. Lupus voer een relatief onafhankelijke koers. Hij werd opgevolgd door Unnolf.